# 웨이드 프레스턴
웨이드 프레스턴(영어: Wayde Preston, 1929년 9월 10일 ~ 1992년 2월 6일)은 미국의 배우이다. 덴버 출신, 와이오밍 대학교를 나왔다.

## 출연 작품
- 캡틴 아메리카 (1990)
- 안지오의 영웅들 (1968)
- 콜트45 (1957)